# Lachnanthes caroliniana
Lachnanthes caroliniana là một loài thực vật có hoa trong họ Huyết bì thảo. Loài này được (Lam.) Dandy mô tả khoa học đầu tiên năm 1932.

## Hình ảnh

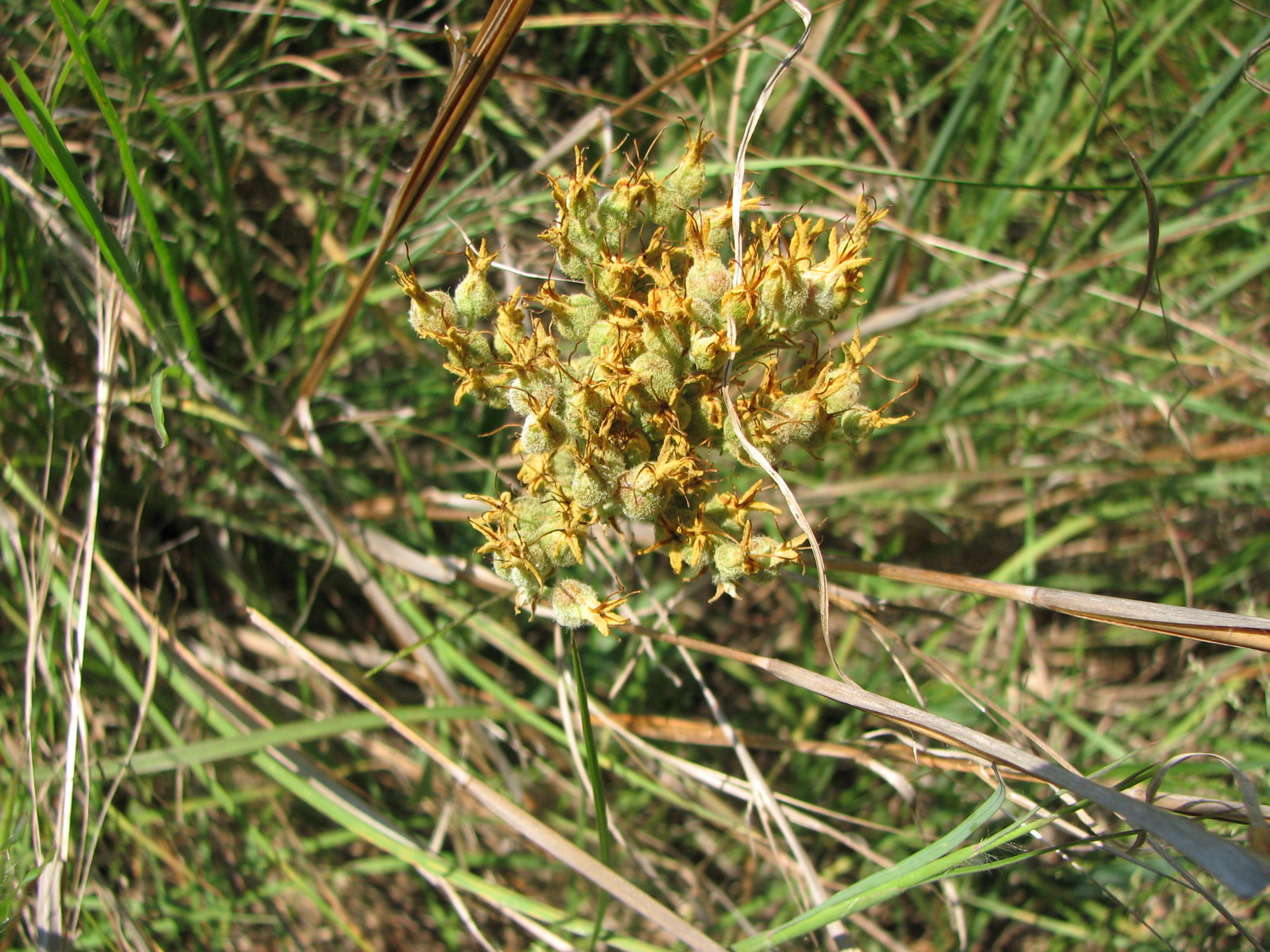
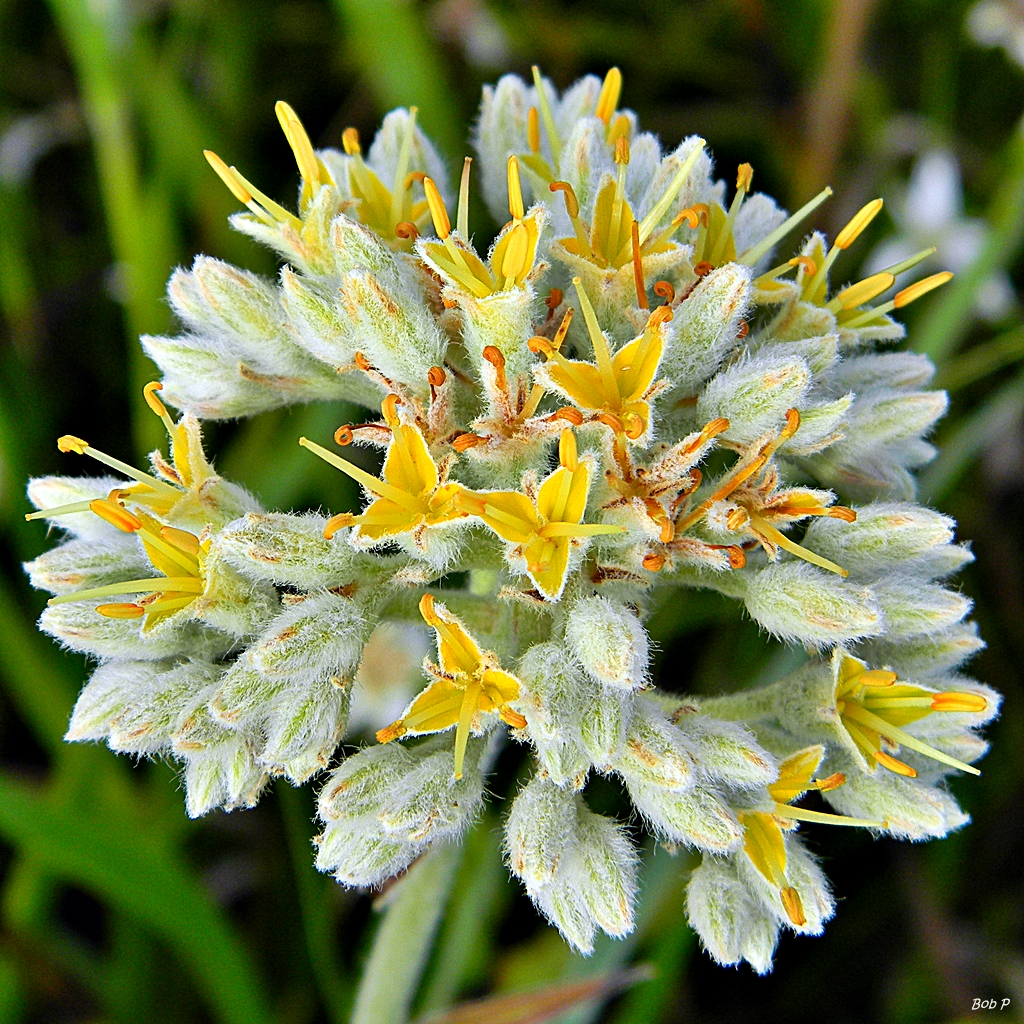
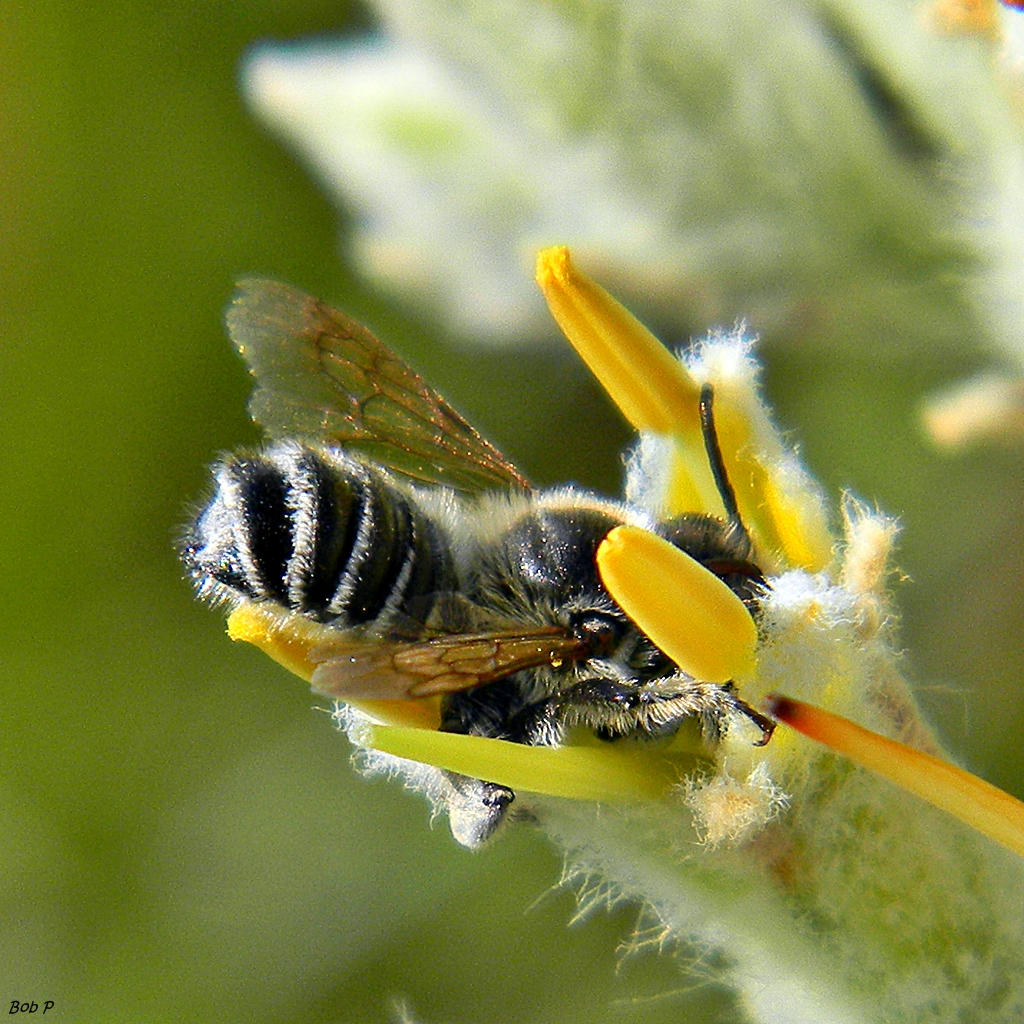
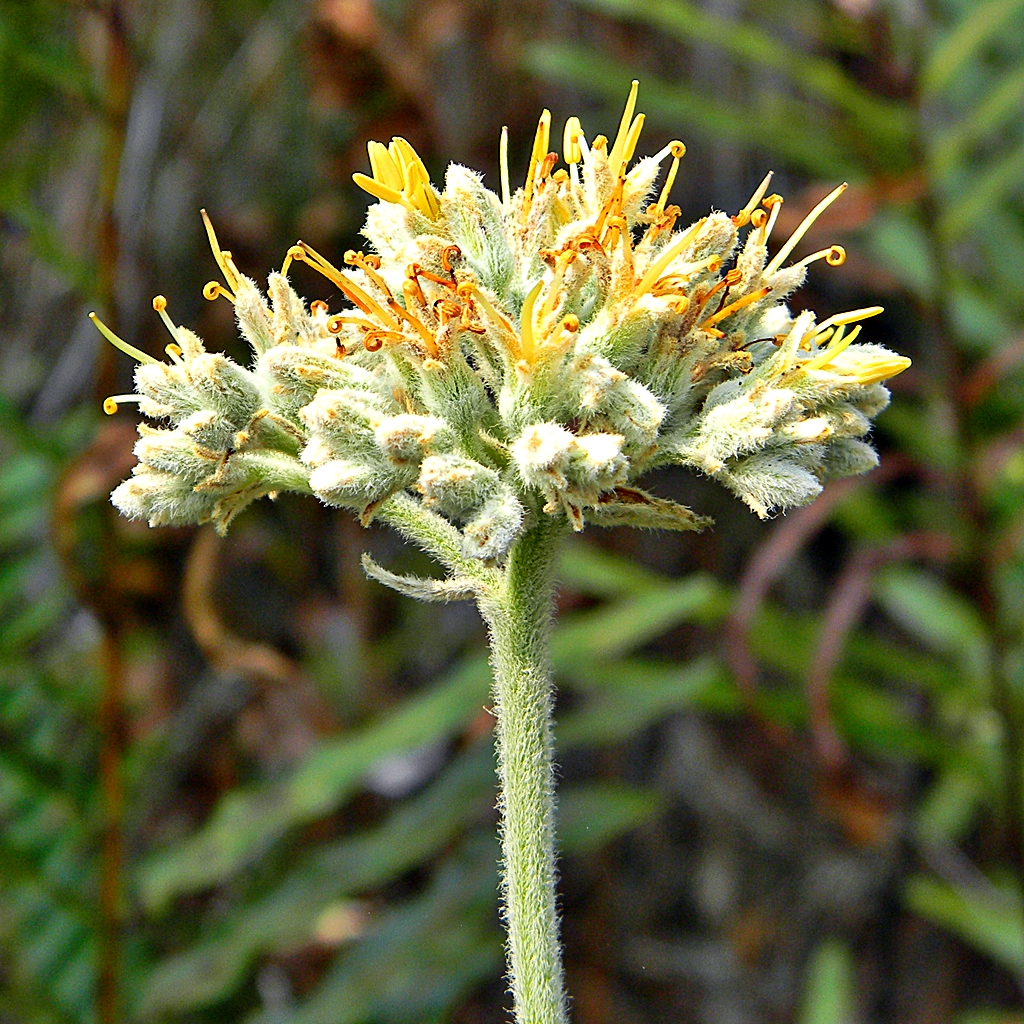